# Katholieke Missiën
Katholieke Missiën (1874-1967) was een verzorgd en rijk geïllustreerd maandblad, gewijd aan de katholieke missie overal ter wereld. Het blad werd uitgegeven door de Missionarissen van Steyl, hoewel de redactie ook enige tijd in het Canisianum in Maastricht was gevestigd. Het doel was om door de verspreiding van lectuur de missie te bevorderen. Gedurende bijna een eeuw werd dit blad in vele katholieke huisgezinnen gelezen.
Ondanks zijn internationale, globaliserende oriëntatie en zijn sterke gerichtheid op de problematiek van de Derde wereld, markeert zijn verschijnen tevens de periode van de katholieke reconstructie ten tijde van de verzuiling in Nederland.
In 1968 ging het blad, samen met een aantal andere tijdschriften over de missie, op in het nieuwe blad Bijeen.